# Drumul spre Wigan Pier
Drumul spre Wigan Pier (în engleză The Road to Wigan Pier) este o carte autobiografică din 1937 de George Orwell.